# Rad-Weltcup der Frauen 2014
Der Rad-Weltcup der Frauen 2014 ist die 17. Austragung dieser seit der Saison 1998 vom Weltradsportverband UCI ausgetragenen Serie der wichtigsten Eintagesrennen im Straßenradsport der Frauen.
Mit dem Ziel die Attraktivität der Wettbewerbe zu steigern führte die UCI neben der Gesamteinzelwertung und der Teamwertung zur Saison 2014 weitere durchlaufende Sonderwertungen ein. So wird auf der Basis von Zwischensprints eine Sprint- und eine Bergwertung sowie auf Grundlage des Zieleinlauf eine Nachwuchswertung vergeben. Die Führenden dieser Sonderwertungen werden ebenso wie die Gesamtführende durch ein Wertungstrikot ausgezeichnet. Das Aussehen der Wertungstrikots beruht auf Entwürfen von Iris Slappendel, einer aktiven Radrennfahrerin, die einen Gestaltungswettbewerb der UCI gewann.
Mit dem Sparkassen Giro Bochum ist zum ersten Mal seit 2009 ein deutsches Rennen wieder Teil dieser Serie.
Die Gesamtwertung der Fahrerinnen gewann die Britin Elizabeth Armitstead vor der Schwedin Emma Johansson und der niederländischen Vorjahressiegerin Marianne Vos. In der Teamwertung siegte das Rabobank Liv Women Cycling Team. Die Sprintwertung gewann Iris Slappendel, die Bergwertung Alena Amjaljussik und die Nachwuchswertung Elena Cecchini.

## Rennen
| Datum      | Rennen                                   | Siegerin/nen           | Führende Fahrerin    | Führendes Team                  |
| ---------- | ---------------------------------------- | ---------------------- | -------------------- | ------------------------------- |
| 15. März   | Ronde van Drenthe                        | Elizabeth Armitstead   | Elizabeth Armitstead | Rabobank Liv Women Cycling Team |
| 30. März   | Trofeo Alfredo Binda-Comune di Cittiglio | Emma Johansson         | Elizabeth Armitstead | Rabobank Liv Women Cycling Team |
| 6. April   | Flandern-Rundfahrt                       | Ellen van Dijk         | Elizabeth Armitstead | Boels Dolmans Cyclingteam       |
| 23. April  | La Flèche Wallonne Féminine              | Pauline Ferrand-Prévot | Elizabeth Armitstead | Boels Dolmans Cyclingteam       |
| 18. Mai    | Tour of Chongming Island                 | Kirsten Wild           | Elizabeth Armitstead | Boels Dolmans Cyclingteam       |
| 3. August  | Sparkassen Giro                          | Marianne Vos           | Elizabeth Armitstead | Rabobank Liv Women Cycling Team |
| 22. August | Open de Suède Vårgårda – Teamzeitfahren  | Specialized-lululemon  | Elizabeth Armitstead | Rabobank Liv Women Cycling Team |
| 24. August | Open de Suède Vårgårda – Eintagesrennen  | Chantal Blaak          | Elizabeth Armitstead | Rabobank Liv Women Cycling Team |
| 30. August | Grand Prix de Plouay-Bretagne            | Lucinda Brand          | Elizabeth Armitstead | Rabobank Liv Women Cycling Team |

## Endstand
| Fahrerinnen-Wertung |                        |              |                                 |        |
| #                   | Name                   | Nationalität | Team                            | Punkte |
| 1                   | Elizabeth Armitstead   | GBR          | Boels Dolmans Cyclingteam       | 515    |
| 2                   | Emma Johansson         | SWE          | Orica-AIS                       | 390    |
| 3                   | Marianne Vos           | NLD          | Rabobank Liv Women Cycling Team | 370    |
| 4                   | Anna van der Breggen   | NLD          | Rabobank Liv Women Cycling Team | 346    |
| 5                   | Kirsten Wild           | NLD          | Giant-Shimano                   | 290    |
| 6                   | Pauline Ferrand-Prévot | FRA          | Rabobank Liv Women Cycling Team | 285    |
| 7                   | Ellen van Dijk         | NLD          | Boels Dolmans Cyclingteam       | 269    |
| 8                   | Elisa Longo Borghini   | ITA          | Hitec Products                  | 255    |
| 9                   | Chantal Blaak          | NLD          | Specialized-lululemon           | 225    |
| 10                  | Giorgia Bronzini       | ITA          | Wiggle Honda                    | 225    |

| Team-Wertung |                                 |              |        |
| #            | Team                            | Nationalität | Punkte |
| 1            | Rabobank Liv Women Cycling Team | NLD          | 1515   |
| 2            | Boels Dolmans Cyclingteam       | NLD          | 1001   |
| 3            | Specialized-lululemon           | USA          | 666    |
| 4            | Giant-Shimano                   | NLD          | 576    |
| 5            | Hitec Products                  | NOR          | 538    |
| 6            | Orica-AIS                       | AUS          | 464    |
| 7            | Estado de Mexico Faren          | MEX          | 376    |
| 8            | Wiggle Honda                    | GBR          | 310    |
| 9            | Alé Cipollini                   | ITA          | 186    |
| 10           | Lotto Belisol Ladies            | BEL          | 176    |